# 列柱民
列柱民（1935年8月3日—），加拿大政治人物，1981年-91年間以卑詩社會信用黨黨員身份擔任卑詩省議會甘露選區議員，2001年-09年間則以卑詩自由黨黨員身份擔任該區省議員，期間曾在省長貝內特、溫德心、莊思頓和金寶爾內閣中任職廳長，並曾於2001年-05年間出任卑詩省議會議長。

## 生平
列柱民生於卑詩省內陸藍河鎮，在錦祿一帶長大並曾修讀於甘露高中。他從皇家加拿大空軍退役後供職當地小型企業，1970年代曾任兩屆甘露市議員，1978年-82年間則任當地廣播電台CHNL AM610經理。他於1958年與妻子派翠西亞（Patricia）結婚，兩人育有三名子女。
卑詩省議會甘露選區議員黎飛梅於1981年辭職，列柱民於同年代表卑詩社會信用黨競逐該議席補選並告捷，首度出任省議員，並於1982年8月獲省長貝內特任命為旅遊廳長；他於1983年省選連任後留任該職。溫德心於1986年8月接替貝內特出任省長後改組內閣，列柱民調任社會服務及房屋廳長。
甘露選區於1986年10月省選前改設為雙議席選區；列柱民於該區連任並在該屆省議會中與巴德·史密夫共同在任。他在溫德心內閣中保留原有職務，1987年10月至1988年7月間兼任奧卡拿根地區省務廳長，並從1989年9月至11月短暫兼任旅遊廳長暨布政司，接替請辭的比爾·里德；1989年11月則調任林木廳長。他亦從1988年至91年間出任省議會執政黨首席議員。
醜聞纏身的溫德心於1991年4月辭任省長和社信黨黨魁後，列柱民競逐社信黨臨時黨魁職務但落敗，後於新任省長莊思頓內閣中留任林木廳長。他未有於同年省選中競逐連任，而社信黨在該屆省選則僅贏取七席而成為省議會第三大黨。莊思頓於1992年1月辭任黨魁後，列柱民再度競選該職。黨魁選舉於1993年11月舉行，他在第二輪投票落後布加恆和最終當選的麥卡錫而被淘汰出局。他暫別政壇期間曾從事資源業顧問工作，並從1997年至2001年間出任甘露機場有限公司常務總監。
2001年省選他捲土重來，代表卑詩自由黨在甘露選區擊敗尋求連任的新民主黨候選人麥桂嘉重返省議會，並獲推選為省議會議長。他於2005年省選中連任，同年6月獲省長金寶爾委派入閣，出任就業及入息援助廳長。2008年5月他宣布不會在翌年省選競逐連任，同年6月被撤掉內閣職務。